# Китайско-мавританские отношения
Китайско-мавританские отношения — двусторонние дипломатические отношения между Китаем и Мавританией, которые были установлены 19 июля 1965 года. Государства являются членами Организации Объединённых Наций (ООН).

## История
Правительство Мавритании поддерживает тесные связи с правительством Китайской Народной Республики. В последние годы был подписан ряд соглашений и состоялся обмен дипломатическими мероприятиями, которые укрепили их отношения.
Правительство Китая проявляет особый интерес к нефтяным месторождениям в Мавритании. Добыча нефти в Мавритании началась в феврале 2006 года, а к маю того же года правительства Китая и Мавритании подписали соглашение о социально-экономическом сотрудничестве. В октябре 2006 года государственная Китайская национальная нефтегазовая корпорация начала бурение нефтяных скважин в Мавритании и получила ещё три разрешения на разведку нефти в Мавритании. Правительство Мавритании рассматривает добычу нефти как важное средство для ускорения экономического роста.
Во время кампании по президентским выборам в Мавритании в марте 2007 года кандидат Сиди Мохаммед ульд Шейх Абдуллахи высоко оценил растущие связи Мавритании с Китаем, пообещав «продолжать путь укрепления двусторонних отношений всеми силами».

## Права человека
В июне 2020 года Мавритания стала одной из 53 стран, поддержавших в ООН Закон о защите национальной безопасности в Гонконге.

## Торговля
С 2000 по 2012 год по сообщениям СМИ в Мавритании было осуществлено около 15 официальных проектов финансирования развития Китая. Эти проекты варьируются от расширения порта Нуакшота на 900 метров за счет льготного кредита в размере 2 миллиардов китайских юаней от Эксим банка Китая до кредита в размере 136 миллионов долларов США от правительства Китая на строительство нового международного аэропорта в Нуакшоте.